# لاورو جونيور باتيستا دا كروز
لاورو جونيور باتيستا دا كروز (بالبرتغالية: Lauro Júnior Batista da Cruz‏) هو لاعب كرة قدم برازيلي في مركز حراسة المرمى، ولد في 3 سبتمبر 1980 في بلدية أندرادينا في البرازيل. لعب مع أتلتيكو مينيرو وجمعية بورتوغيزا الرياضية وريد بول براغانتينو ونادي إنترناسيونال ونادي بونتي بريتا ونادي شابيكوينسي ونادي كروزيرو ونادي لاجيادينزي.

## وصلات خارجية
- لاورو جونيور باتيستا دا كروز على موقع قاعدة بيانات كرة القدم.إي يو (الإنجليزية)
- لاورو جونيور باتيستا دا كروز على موقع Soccerway.com (الإنجليزية)